# George Middleton (Politiker, 1809)

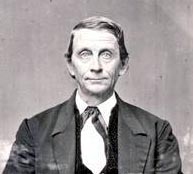
George Middleton

George Middleton (* 14. Oktober 1809 in Philadelphia, Pennsylvania; † 31. Dezember 1888 in Allentown, New Jersey) war ein US-amerikanischer Politiker. Zwischen 1863 und 1865 vertrat er den Bundesstaat New Jersey im US-Repräsentantenhaus.

## Werdegang
Noch in seiner Jugend zog George Middleton nach Burlington in New Jersey, wo er die öffentlichen Schulen besuchte. Danach erlernte er den Beruf des Gerbers, in dem er später arbeitete. Nach einem Umzug nach Allentown bekleidete er in dieser Stadt einige lokale Ämter. Gleichzeitig begann er als Mitglied der Demokratischen Partei eine politische Laufbahn. In den Jahren 1858 und 1859 war er Abgeordneter in der New Jersey General Assembly.
Bei den Kongresswahlen des Jahres 1862 wurde Middleton im zweiten Wahlbezirk von New Jersey in das US-Repräsentantenhaus in Washington, D.C. gewählt, wo er am 4. März 1863 die Nachfolge des Republikaners John Stratton antrat. Da er im Jahr 1864 gegen William A. Newell verlor, konnte er bis zum 3. März 1865 nur eine Legislaturperiode im Kongress absolvieren. Diese war von den Ereignissen des Bürgerkrieges geprägt.
Nach dem Ende seiner Zeit im US-Repräsentantenhaus betätigte sich George Middleton wieder als Gerber. Politisch ist er nicht mehr in Erscheinung getreten. Er starb am 31. Dezember 1888 in Allentown.